# Askeran-vesting
De Askeran-vesting (Armeens: Մայրաբերդ, Mayraberd; Azerbeidzjaans: Əsgəran qalası) is gelegen in het centrum van Askeran, een plaats in het Azerbeidzjaanse district Chodzjali. Tot 2023 werd het gecontroleerd door de republiek Nagorno-Karabach.
De vesting is gelegen aan de oevers van de rivier Qarqar en werd gebouwd in 1751 door Panah Ali Khan, heerser van het kanaat Karabach. Het bestaat uit twee delen, waarbij het westelijke deel is voorzien van een dubbele rij van stenen muren.
Tijdens de Russisch-Perzische Oorlog van 1804-1813 bevond het Russische kamp zich in de buurt van het fort. In 1810 werden er vredesbesprekingen gehouden tussen de Russen en Perzen.
Tijdens de Oorlog in Nagorno-Karabach, diende het fort als militair hoofdkwartier voor de Armeniërs van Nagorno-Karabach, die vochten tegen Azerbeidzjan.

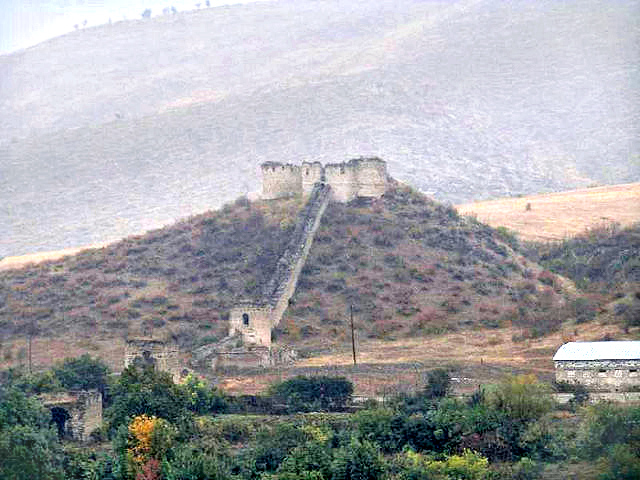
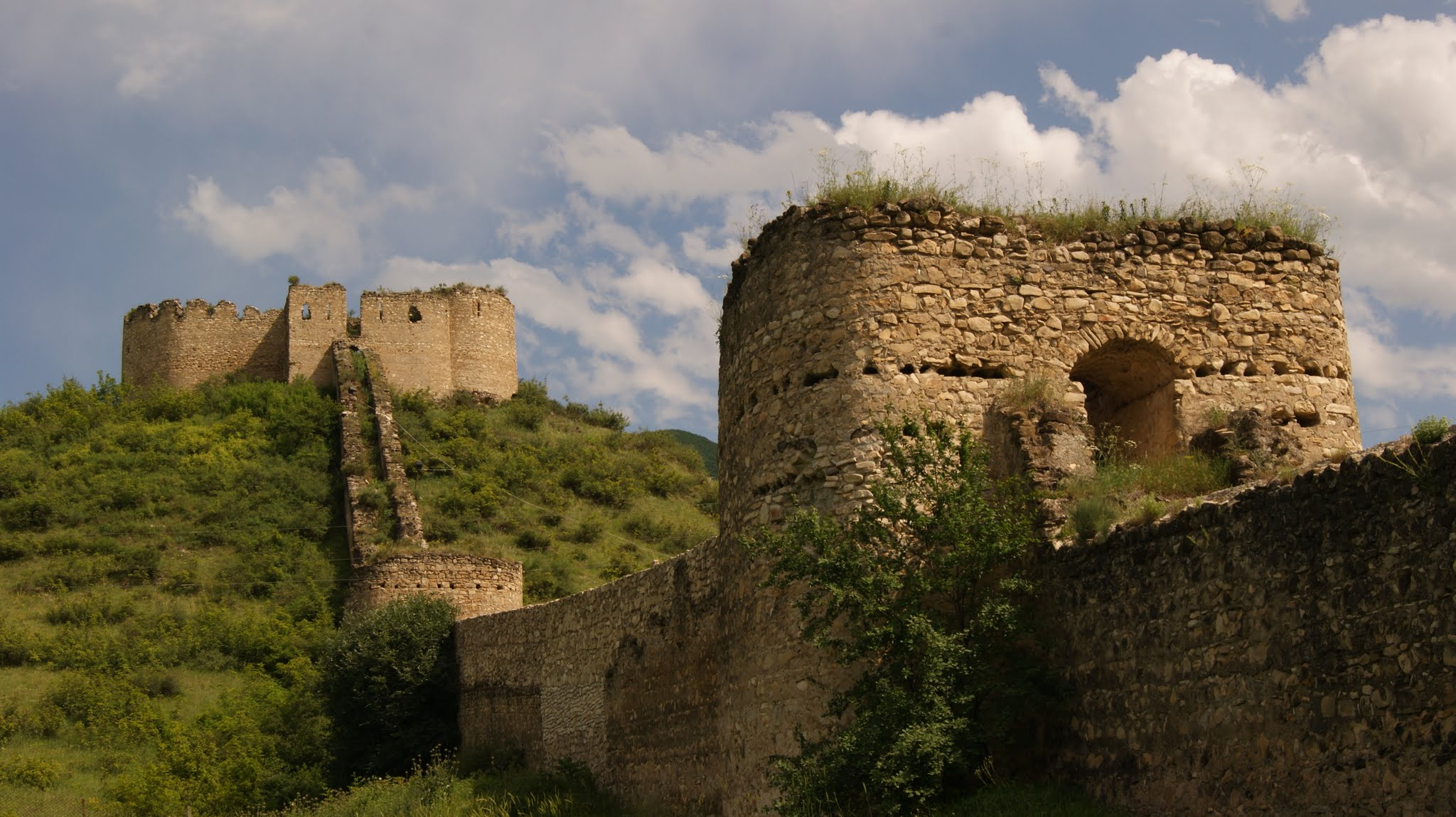
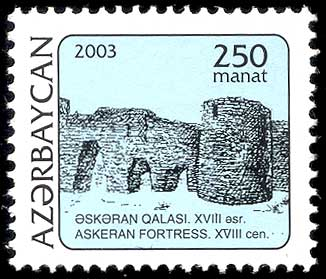
Het fort op een Azerbeidzjaanse postzegel uit 2003